# Hermann Matthies (Architekt)
Hermann Matthies (* 24. März 1871 in Lüneburg; † 15. Februar 1911 ebenda) war ein deutscher Architekt.

## Leben

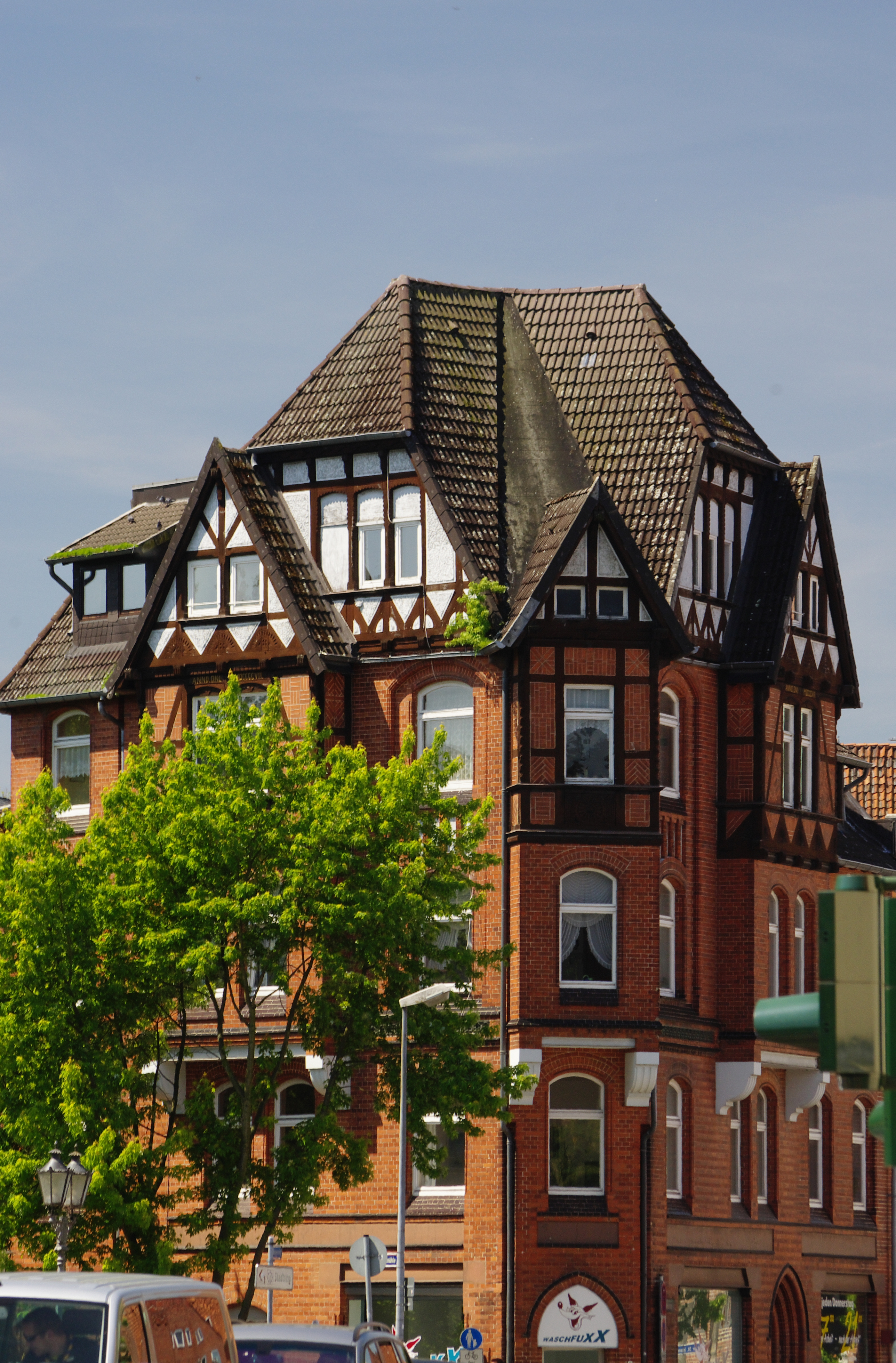
Das Haus Altenbrückertorstraße 5/6 in Lüneburg, 1907 von Hermann Matthies errichtet

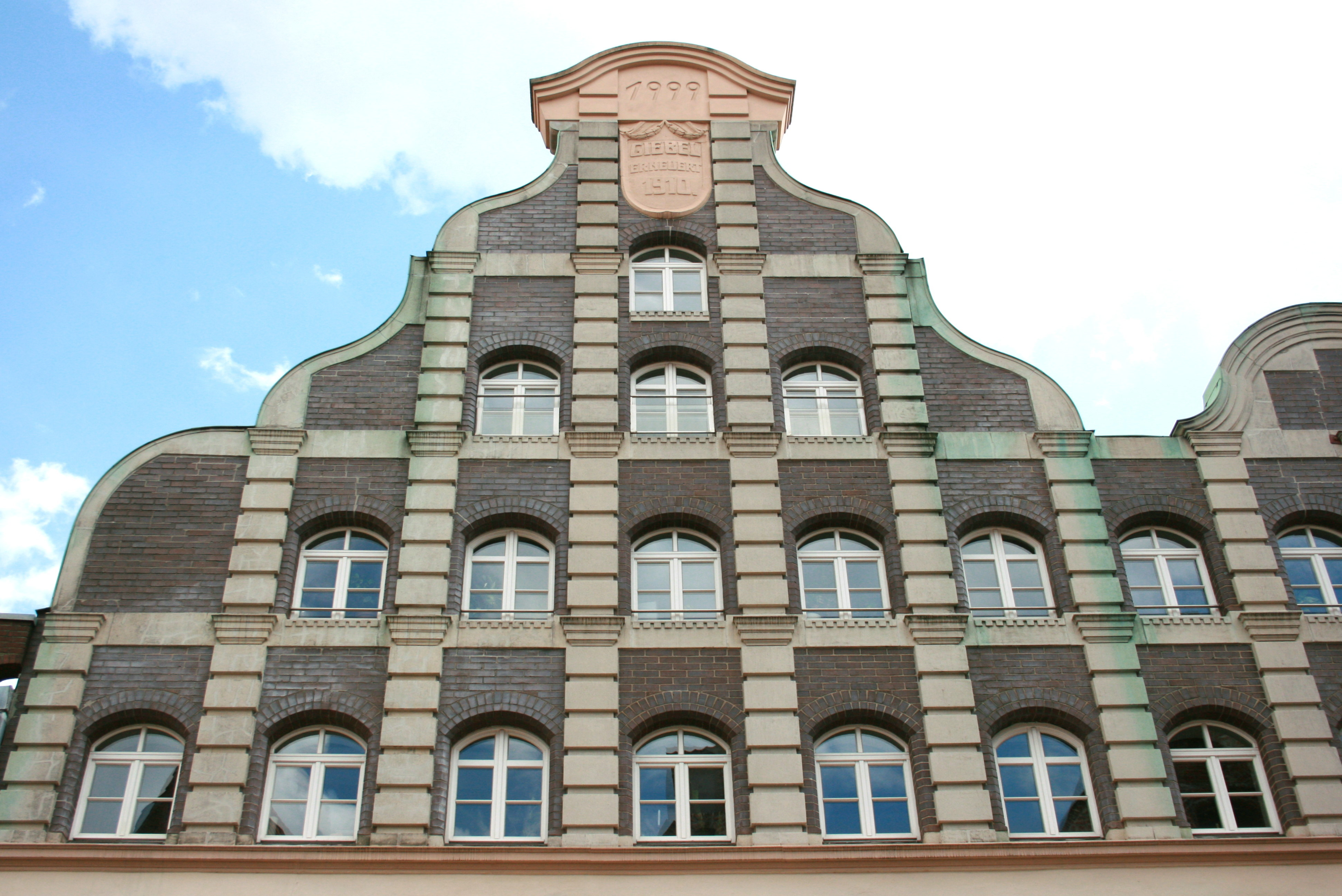
Giebel des von Matthies erbauten Hauses Am Berge 4 in Lüneburg

Hermann Matthies wuchs in der Gründerzeit des Deutschen Kaiserreichs auf und war ein Bruder des späteren Architekten Wilhelm Matthies (1867–1934).
Nachdem er zunächst in Holzminden an der dortigen Baugewerkschule studiert hatte, studierte er in den Jahren von 1892 bis 1893 in Hannover unter der Matrikel-Nummer 10076 als Schüler von Conrad Wilhelm Hase an der hannoverschen Technischen Hochschule. Ebenfalls 1892 wurde Matthies in die Bauhütte zum weißen Blatt aufgenommen.
Etwa ab 1894 ließ sich Hermann Matthies in seiner Heimatstadt nieder und erwarb eine Ziegelei in Ebstorf. Bis zu seinem frühen Tod im Jahr 1911 schuf Hermann Matthies in und um Lüneburg insbesondere verschiedene unter Denkmalschutz stehende Wohn- und Geschäftshäuser.

## Archivalien
Archivalien von und über Hermann Matthies finden sich beispielsweise
- im Archiv der Bauhütte Hannover, das teilweise sowohl im Stadtarchiv Hannover wie auch im Vereinshaus in Hannover in der Braunstraße 28 untergebracht ist[1]
- im Stadtarchiv Hannover findet sich zudem ein Fotografie, als Gruppenbild, mit Einfügungen und Retuschen untertitelt „Zur Erinnerung an die Feier des 80jährigen Geburtstages des Herrn Altmeisters Geh. Reg.-Rath, Professor, Baurath Conrad Wilhelm Hase, December 1898“[1]